# Schloss Meyendorff

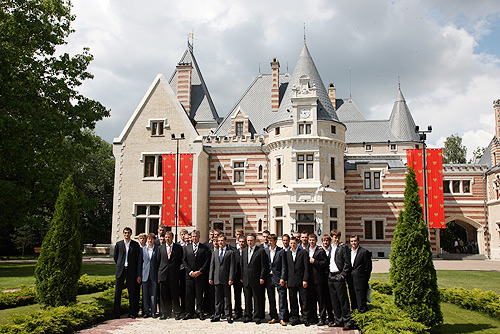
Dmitri Medwedew mit der russischen Fußballmannschaft vor dem Schloss

Schloss Meyendorff (russisch Майендорф oder Майндорф; Umschrift daher auch Meiendorf, Maiendorf oder Meendorf) ist das Gästehaus des russischen Präsidenten. Es ist in neugotischem Stil als Burg erbaut, von einem großen Park umgeben und liegt in Barwicha (Барвиха), zehn Kilometer westlich der Moskauer Stadtgrenze an der Luxusmeile Rubljowka. Es dient der russischen Präsidialverwaltung zur Unterbringung von Staatsgästen und als Ort politischer Treffen.

## Geschichte
Das Schloss wurde 1874 im Auftrag des Generals Kasakow für seine Tochter Nadeschda errichtet, die in zweiter Ehe den deutsch-baltischen Baron Michael von Meyendorff (1861–1941) heiratete, einen Sohn von Felix von Meyendorff und Olga Fürstin Gortschakow.
1905 soll der russische Zar zeitweilig im Schloss gelebt haben, nach der Oktoberrevolution 1917 wohnte Lenin dort. Seit 1935 war es Teil eines Sanatoriums, verfiel jedoch in den folgenden Jahrzehnten und wurde 2003 restauriert und luxuriös modernisiert.

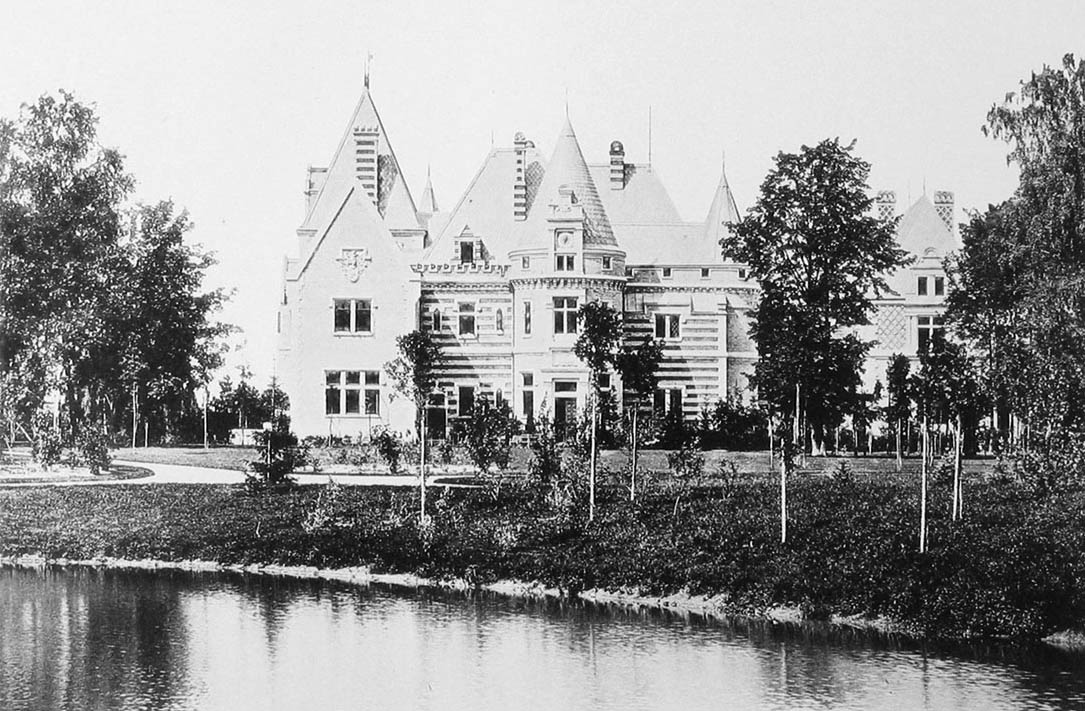
Äußeres (spätestens 1890)
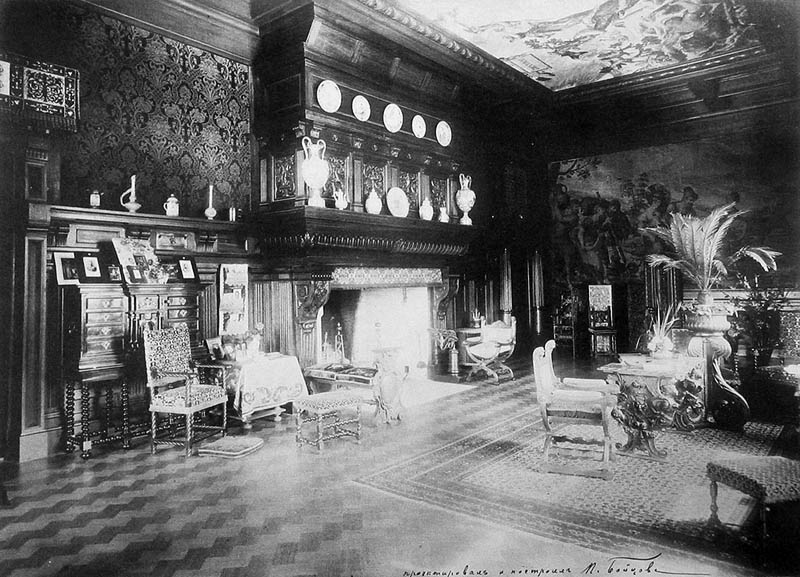
Inneres (spätestens 1890): üppige Ausstattung
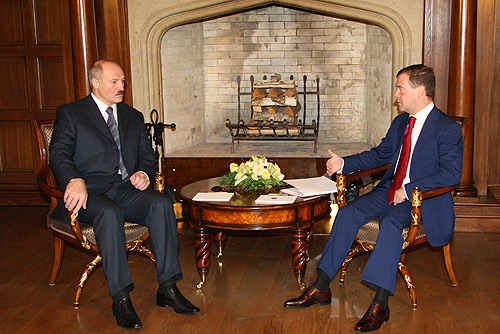
Inneres 2008: typisches Pressephoto vor einem Kamin des Schlosses (Medwedew und Lukaschenko)
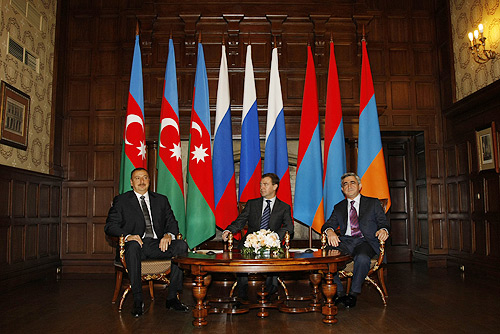
Inneres 2008: Bergkarabach-Abkommen (auch: Meiendorf-Abkommen) mit Alijew und Sargsjan